# Veymandoo
Veymandoo is een van de bewoonde eilanden van het Thaa-atol behorende tot de Maldiven. Veymandoo is de hoofdstad van het Thaa-atol.

## Demografie
Veymandoo telt (stand september 2006) 512 vrouwen en 506 mannen.